# Fimbrora
Fimbrora is een monotypisch geslacht van zakpijpen (Ascidiacea) uit de familie van de Ascidiidae en de orde Phlebobranchia.

## Soort
- Fimbrora calsubia Monniot C. & Monniot F., 1991